# Porkka (sjö i Heinävesi, Södra Savolax)
Porkka är en sjö i kommunen Heinävesi i landskapet Södra Savolax i Finland. Sjön ligger 94,6 meter över havet. Arean är 50 hektar och strandlinjen är 6,83 kilometer lång. Sjön  ingår i Vuoksens huvudavrinningsområde.   Den ligger omkring 110 kilometer nordöst om S:t Michel och omkring 320 kilometer nordöst om Helsingfors. 
I sjön finns ön Porkansaaret. 